# Ekwele
Der Ekwele (Plural Bipkwele, ISO-4217-Code GQE) ist eine historische Währungseinheit Äquatorialguineas. 
Am 7. Juli 1975 ersetzte der Ekwele die Äquatorialguinea-Peseta im Verhältnis 1:1, die bisherige Wechselkursparität zur spanischen Peseta wurde aufgehoben. Bei der Einführung der neuen Währungseinheit wurde die Schreibweise Ekuele (Plural ebenso Ekuele) gewählt, die 1979 in Ekwele geändert wurde. Es existieren Münzen zu 1, 5 und 10 Ekuele, sowie Banknoten zu 25, 50, 100, 500 und 1000 Ekuele mit dem Bild des Präsidenten Francisco Macías Nguema auf der Vorderseite und verschiedenen landestypischen Szenen auf den Rückseiten. 
Nach dem Sturz Nguemas wurden neue Banknoten ohne sein Porträt ausgegeben. Sie sind auf den 3. August 1979 datiert (Tag des Umsturzes) und tragen die geänderte Währungsangabe Ekwele. Die Serie umfasste die Werte zu 100, 500, 1000 und 5000 Bipkwele. 1980 folgte eine neue Münz-Serie zu 1, 5, 25 und 50 Bipkwele. Außerdem wurden am 21. Oktober 1980 alte 100 und 500 Peseta-Banknoten durch Stempel-Aufdruck in 1000 und 5000 Bipkwele-Banknoten geändert. 
Am 1. Januar 1985 führte Äquatorialguinea als erstes Land, das nicht zum ehemaligen französischen Kolonialreich gehörte, den CFA-Franc ein. Die Umtauschrate betrug 1 CFA-Franc zu 4 Bipkwele.